# 26. Primetime Emmy-gála
A 26. Primetime Emmy-gála során az 1973 és 1974 között főműsoridőben bemutatott, amerikai televíziós programokat értékelték. A jelölteket az Academy of Television Arts & Sciences választotta ki. A Los Angeles-i Pantages Theatreben tartott ceremóniát az NBC tűzte műsorra 1974. május 28-án. A műsor házigazdája Johnny Carson volt. A gálán a hagyományos díjak mellett úgynevezett Super Emmy-ket is átadtak, azonban a negatív visszhangok miatt nem folytatták a ezeket a kategóriákat.

## Győztesek és jelöltek
A nyertesek félkövérrel jelölve.

### Műsorok
| Legjobb vígjátéksorozat | Legjobb drámasorozat |
| --- | --- |
| - MASH (CBS) - All in the Family (CBS) - The Mary Tyler Moore Show (CBS) - The Odd Couple (ABC)                                                    | - Upstairs, Downstairs (PBS) - Kojak (CBS) - Police Story (NBC) - San Francisco utcáin (ABC) - The Waltons (CBS)                         |
| Legjobb varieté szkeccssorozat | Legjobb varieté különkiadás |
| - The Carol Burnett Show (CBS) - The Sonny & Cher Comedy Hour (CBS) - The Tonight Show Starring Johnny Carson (NBC)                                | - Lily (CBS) - Barbra Streisand and Other Musical Instruments (CBS) - The John Denver Show (ABC) - Magnavox Presents Frank Sinatra (NBC) |
| Legjobb tévéfilm | Legjobb limitált sorozat |
| - The Autobiography of Miss Jane Pittman (CBS) - 6 Rms Riv Vu (CBS) - The Execution of Private Slovik (NBC) - The Migrants (CBS) - Steambath (PBS) | - Columbo (NBC) - The Blue Knight (NBC) - McCloud (NBC)                                                                                  |

### Színészek

#### Főszereplők
| Legjobb férfi főszereplő (vígjátéksorozat) | Legjobb női főszereplő (vígjátéksorozat) |
| --- | --- |
| - Alan Alda (Hawkeye Pierce) - MASH (CBS) - Redd Foxx (Fred G. Sanford) - Sanford and Son (NBC) - Jack Klugman (Oscar Madison) - The Odd Couple (ABC) - Carroll O'Connor (Archie Bunker) - All in the Family (CBS) - Tony Randall (Felix Unger) - The Odd Couple (ABC)               | - Mary Tyler Moore (Mary Richards) - The Mary Tyler Moore Show (CBS) (Epizód: "Best of Enemies") - Bea Arthur (Maude Findlay) - Maude (CBS) - Jean Stapleton (Edith Bunker) - All in the Family (CBS) |
| Legjobb férfi főszereplő (drámasorozat) | Legjobb női főszereplő (drámasorozat) |
| - Telly Savalas (Theo Kojak) - Kojak (CBS) (Epizód: "Rekviem egy zsaruért") - William Conrad (Frank Cannon) - Cannon (CBS) - Karl Malden (Lt. Mike Stone) - San Francisco utcáin (ABC) - Richard Thomas (John-Boy Walton) - The Waltons (CBS)                                        | - Michael Learned (Olivia Walton) - The Waltons (CBS) - Jean Marsh (Rose) - Upstairs, Downstairs (PBS) - Jeanette Nolan (Sally Fergus) - Dirty Sally (CBS) |
| Legjobb férfi főszereplő (tévéfilm) | Legjobb női főszereplő (tévéfilm) |
| - Hal Holbrook (Lloyd Bucher) - Pueblo (ABC) - Alan Alda (Paul Friedman) - 6 Rms Riv Vu (CBS) - Laurence Olivier (Shylock) - A velencei kalmár (ABC) - Martin Sheen (Eddie Slovik - The Execution of Private Slovik (NBC) - Dick Van Dyke (Charlie Lester) - The Morning After (ABC) | - Cicely Tyson (Jane Pittman) - The Autobiography of Miss Jane Pittman (CBS) - Carol Burnett (Anne Miller) - 6 Rms Riv Vu (CBS) - Katharine Hepburn (Amanda Wingfield) - The Glass Menagerie (ABC) - Cloris Leachman (Viola Barlow) - The Migrants (CBS) - Elizabeth Montgomery (Ellen Harrod) - A Case of Rape (NBC) |
| Legjobb férfi főszereplő (limitált sorozat) | Legjobb női főszereplő (limitált sorozat) |
| - William Holden (Bumper Morgan) - The Blue Knight (NBC) - Peter Falk (Columbo) - Columbo (NBC) - Dennis Weaver (Sam McCloud) - McCloud (NBC) | - Mildred Natwick (Gwendolyn Snoop Nicholson) - The Snoop Sisters (NBC) - Helen Hayes (Ernesta Snoop) - The Snoop Sisters (NBC) - Lee Remick (Cassie Walters) - The Blue Knight (NBC) |

#### Mellékszereplők
| Legjobb férfi mellékszereplő (vígjátéksorozat) | Legjobb női mellékszereplő (vígjátéksorozat) |
| --- | --- |
| - Rob Reiner (Michael Stivic) - All in the Family (CBS) (Epizód: "The Games Bunkers Play") - Ed Asner (Lou Grant) - The Mary Tyler Moore Show (CBS) - Gary Burghoff (Radar O'Reilly) - MASH (CBS) - Ted Knight (Ted Baxter) - The Mary Tyler Moore Show (CBS) - McLean Stevenson (Henry Blake) - MASH (CBS) | - Cloris Leachman (Phyllis Lindstrom) - The Mary Tyler Moore Show (CBS) (Epizód: "The Lars Affair") - Valerie Harper (Rhoda Morgenstern) - The Mary Tyler Moore Show (CBS) - Sally Struthers (Gloria Stivic) - All in the Family (CBS) - Loretta Swit (Margaret Houlihan) - MASH (CBS) |
| Legjobb férfi mellékszereplő (drámasorozat) | Legjobb női mellékszereplő (drámasorozat) |
| - Michael Moriarty (Jim O'Connor) - The Glass Menagerie (ABC) - Michael Douglas (Steve Keller) - San Francisco utcáin (ABC) - Will Geer (Zebulon Walton) - The Waltons (CBS) - Sam Waterston (Tom Wingfield) - The Glass Menagerie (ABC)                                                                    | - Joanna Miles (Laura Wingfield) - The Glass Menagerie (ABC) - Ellen Corby (Esther Walton) - The Waltons (CBS) - Nancy Walker (Mildred) - McMillan & Wife (NBC) |
| Legjobb férfi mellékszereplő (variatésorozat) | Legjobb női mellékszereplő (variatésorozat) |
| - Harvey Korman - The Carol Burnett Show (CBS) - Foster Brooks - The Dean Martin Comedy Hour (NBC) - Tim Conway - The Carol Burnett Show (CBS) | - Brenda Vaccaro - The Shape of Things (CBS) - Ruth Buzzi - The Dean Martin Comedy Hour (NBC) - Lee Grant - The Shape of Things (CBS) - Vicki Lawrence - The Carol Burnett Show (CBS)                                                                                                  |

### Rendezők
| Legjobb rendező (vígjátéksorozat) | Legjobb rendező (drámasorozat) |
| --- | --- |
| - MASH (CBS) (Epizód: "Carry on, Hawkeye") – Jackie Cooper - MASH (CBS) (Epizód: "Deal Me Out") – Gene Reynolds - The Mary Tyler Moore Show (CBS) (Epizód: "Lou's First Date") – Jay Sandrich                                                                        | - The Blue Knight (NBC) (Epizód: "Part III") – Robert Butler - The Waltons (CBS) (Epizód: "The Journey") – Harry Harris - The Waltons (CBS) (Epizód: "The Thanksgiving Story") – Philip Leacock                                  |
| Legjobb rendező (varieté különkiadás) | Legjobb rendező (varietésorozat) |
| - Barbra Streisand and Other Musical Instruments (CBS) – Dwight Hemion - Magnavox Presents Frank Sinatra (NBC) – Marty Pasetta - Mitzi... A Tribute to the American Housewife (CBS) – Tony Charmoli - Peggy Fleming Visits the Soviet Union (NBC) – Sterling Johnson | - The Carol Burnett Show (CBS) (Epizód: "The Australia Show") – Dave Powers - In Concert (ABC) (Epizód: "Cat Stevens") – Joshua White - The Sonny & Cher Comedy Hour (CBS) (Epizód: "Ken Berry and George Foreman") – Art Fisher |
| Legjobb rendező (limitált sorozat vagy tévéfilm) | |
| - The Autobiography of Miss Jane Pittman – John Korty (CBS) - A Case of Rape (NBC) – Boris Sagal - The Execution of Private Slovik (NBC) – Lamont Johnson - The Migrants (CBS) – Tom Gries - Pueblo (ABC) – Anthony Page                                             | |

### Forgatókönyvírók
| Legjobb forgatókönyv (vígjátéksorozat) | Legjobb forgatókönyv (drámasorozat) |
| --- | --- |
| - The Mary Tyler Moore Show (CBS) (Epizód: "The Lou and Edie Story") – Treva Silverman - MASH (CBS) (Epizód: "Hot Lips and Empty Arms") – Linda Bloodworth-Thomason, Mary Kay Place - MASH (CBS) (Epizód: "The Trial of Henry Blake") – McLean Stevenson | - The Waltons (CBS) (Epizód: "The Thanksgiving Story") – Joanna Lee - Kojak (CBS) (Epizód: "Felsőbb osztályba nem léphet") – Gene R. Kearney - The Waltons (CBS) (Epizód: "The Easter Story") – John McGreevey |
| Legjobb forgatókönyv (varieté különkiadás) | Legjobb forgatókönyv (varietésorozat) |
| - Lily (CBS) - Barbra Streisand and Other Musical Instruments (CBS) - Paradise (CBS) | - The Carol Burnett Show (CBS) (Epizód: "Bernadette Peters") - The Carol Burnett Show (CBS) (Epizód: "The Family Show") - The Sonny & Cher Comedy Hour (CBS) (Epizód: "Chuck Connors and Howard Cosell")       |
| Legjobb eredeti forgatókönyv (drámaműsor) | Legjobb adaptált forgatókönyv (drámaműsor) |
| - Tell Me Where It Hurts (CBS) – Fay Kanin - Cry Rape (CBS) – Will Lorin - The Migrants (CBS) – Lanford Wilson | - The Autobiography of Miss Jane Pittman (CBS) – Tracy Keenan Wynn - The Execution of Private Slovik (NBC) – Richard Levinson, William Link - Steambath (PBS) – Bruce Jay Friedman                             |

### Super Emmy-díj
A gálán bevezetésre kerültek a Primetime Super Emmy-díjak, összesen 14 ilyen díjat adtak át a klasszikus Emmykkel együtt 1974-ben.
A díjér a hagyományos Emmy nyertesei küzdöttek egymással a kategória másik műfajú nyertesével (pl. a vígjáték és a dráma kategóriák a legjobb sorozatért, a minsorozat és a tévéfilm katóegirák pedig a legjobb különkiadásért). A Super Emmy-re való szavazás érdekéven a tradicionális Emmy-díjakat a ceremónia előtt be kellett jelenteni. Azonban az Academy of Television Arts & Sciences számos tagja fejtette ki nemtetszését a díj irányában, a végül Super Emmy-t nyerő Alan Alda és Mary Tyler Moore voltak a leghangosabbak, mindketten az akadémiából való kilépésükkel fenyegetőztek. Moore az átvételi beszéde alatt a vígjáték- és drámasorozatok összehasonlítását az "almát a narancshoz" esethez hasonlította, míg Alda az ő beszédében úgy nyilatkozott, hogy a Super Emmy olyan, mintha "az almát a narancshoz, a narancsot pedig a Volkswagenhez" hasonlítanák.
Ez a gála volt az egyedül eddig, amikor Super Emmy-ket osztottak ki.

#### Színészek
| Az év férfi főszereplője (televíziós sorozat)                                                                              | Az év férfi főszereplője (különkiadás) |
| --- | --- |
| - Alan Alda (Hawkeye Pierce) - MASH (CBS) - Telly Savalas (Theo Kojak) - Kojak (CBS)                                       | - Hal Holbrook (Lloyd Bucher) - Pueblo (ABC) - William Holden (Bumper Morgan) - The Blue Knight (NBC)                                                |
| Az év női főszereplője (televíziós sorozat)                                                                                | Az év női főszereplője (különkiadás) |
| - Mary Tyler Moore (Mary Richards) - The Mary Tyler Moore Show (CBS) - Michael Learned (Olivia Walton) - The Waltons (CBS) | - Cicely Tyson (Jane Pittman) - The Autobiography of Miss Jane Pittman (CBS) - Mildred Natwick (Gwendolyn Snoop Nicholson) - The Snoop Sisters (NBC) |
| Az év férfi mellékszereplője                                                                                               | Az év női mellékszereplője |
| - Michael Moriarty (Jim O'Connor) - The Glass Menagerie (ABC) - Rob Reiner (Michael Stivic) - All in the Family (CBS)      | - Joanna Miles (Laura Wingfield) - The Glass Menagerie (ABC) - Cloris Leachman (Phyllis Lindstrom) - The Mary Tyler Moore Show (CBS)                 |

#### Rendezők
| Az év rendezője (televíziós sorozat)                                                                                    | Az év rendezője (különkiadás) |
| --- | --- |
| - Robert Butler - The Blue Knight (Epizód: "Part III") (NBC) - Jackie Cooper - MASH (Epizód: "Carry on, Hawkeye") (CBS) | - Dwight Hemion - Barbra Streisand and Other Musical Instruments (CBS) - John Korty - The Autobiography of Miss Jane Pittman (CBS) |

#### Forgatókönyvírók
| Az év forgatókönyvírója (televíziós sorozat) | Az év forgatókönyvírója (különkiadás)                                                                         |
| --- | --- |
| - Treva Silverman - The Mary Tyler Moore Show (Epizód: "The Lou And Edie Story") (CBS) - Joanna Lee - The Waltons (Epizód: "The Thanksgiving Story") (CBS) | - Fay Kanin - Tell Me Where it Hurts (CBS) - Tracy Keenan Wynn - The Autobiography of Miss Jane Pittman (CBS) |

#### Kézműves kategóriák
| Az év művészeti vezetője | Az év operatőre |
| --- | --- |
| - Jan Scott, Charles Kreiner - The Lie (CBS) - Brian Bartholomew - Barbra Streisand and Other Musical Instruments (CBS)               | - Ted Voigtlander - It's Good to Be Alive (CBS) - Harry L. Wolf - Columbo (Epizód: "Vihar egy pohár borban") (NBC) |
| Az év vágója | Az év zeneszerzője                                                                                                 |
| - Frank Morriss - The Execution of Private Slovik (NBC) - Gene Fowler Jr., Marjorie Fowler, Samuel E. Beetley - The Blue Knight (NBC) | - Jack Parnell, Ken Welch, Mitzie Welch - Barbra Streisand and Other Musical Instruments (CBS)                     |

## Fordítás
- Ez a szócikk részben vagy egészben  a(z)   26th Primetime Emmy Awards című angol Wikipédia-szócikk fordításán alapul.  Az eredeti cikk szerkesztőit annak laptörténete sorolja fel. Ez a jelzés csupán a megfogalmazás eredetét és a szerzői jogokat jelzi, nem szolgál a cikkben szereplő információk forrásmegjelöléseként.